# Chlorotipula holochlora
Chlorotipula holochlora är en tvåvingeart som först beskrevs av Maksymilian Nowicki 1875.  Chlorotipula holochlora ingår i släktet Chlorotipula och familjen storharkrankar. Inga underarter finns listade i Catalogue of Life.